# Rudolph Neuß
Rudolph Neuß (* 17. Dezember 1826 in Zellerfeld; † 31. Januar 1892 in Göttingen) war ein deutscher Jurist und Bürgermeister von Wernigerode. 

## Leben und Beruf
Rudolph Neuß (auch Neuss), Sohn eines Oberbergassessors, besuchte bis 1847 das Gymnasium Clausthal und studierte anschließend Rechtswissenschaften in Göttingen. Dort schloss er sich im Sommersemester 1848 der gerade gegründeten Burschenschaft Hannovera an. Im Herbst 1850 bestand er in Hannover die erste juristische Staatsprüfung und wurde anschließend Auditor (Referendar), zunächst in Herzberg am Harz (Kreis Osterode), dann in Duderstadt. 
Nach verschiedenen Verwendungen bei Gerichten und Staatsanwaltschaften im Königreich Hannover wechselte er in die Kommunalverwaltung. 1864 ernannte ihn die Stadt Goslar zum Rechtskundigen Stadtsekretär. Zugleich wurde er mit der Wahrnehmung der Verwaltung des Polizeikommissariats beauftragt und war zudem als Polizeianwalt am Amtsgericht Goslar tätig. Von 1872 bis 1884 bekleidete er für 12 Jahre das Amt des (hauptamtlichen) Bürgermeisters der Stadt Wernigerode am Harz.
Seinen Ruhestand verbrachte er in Göttingen. 